# St. Peter und Paul (Herne)

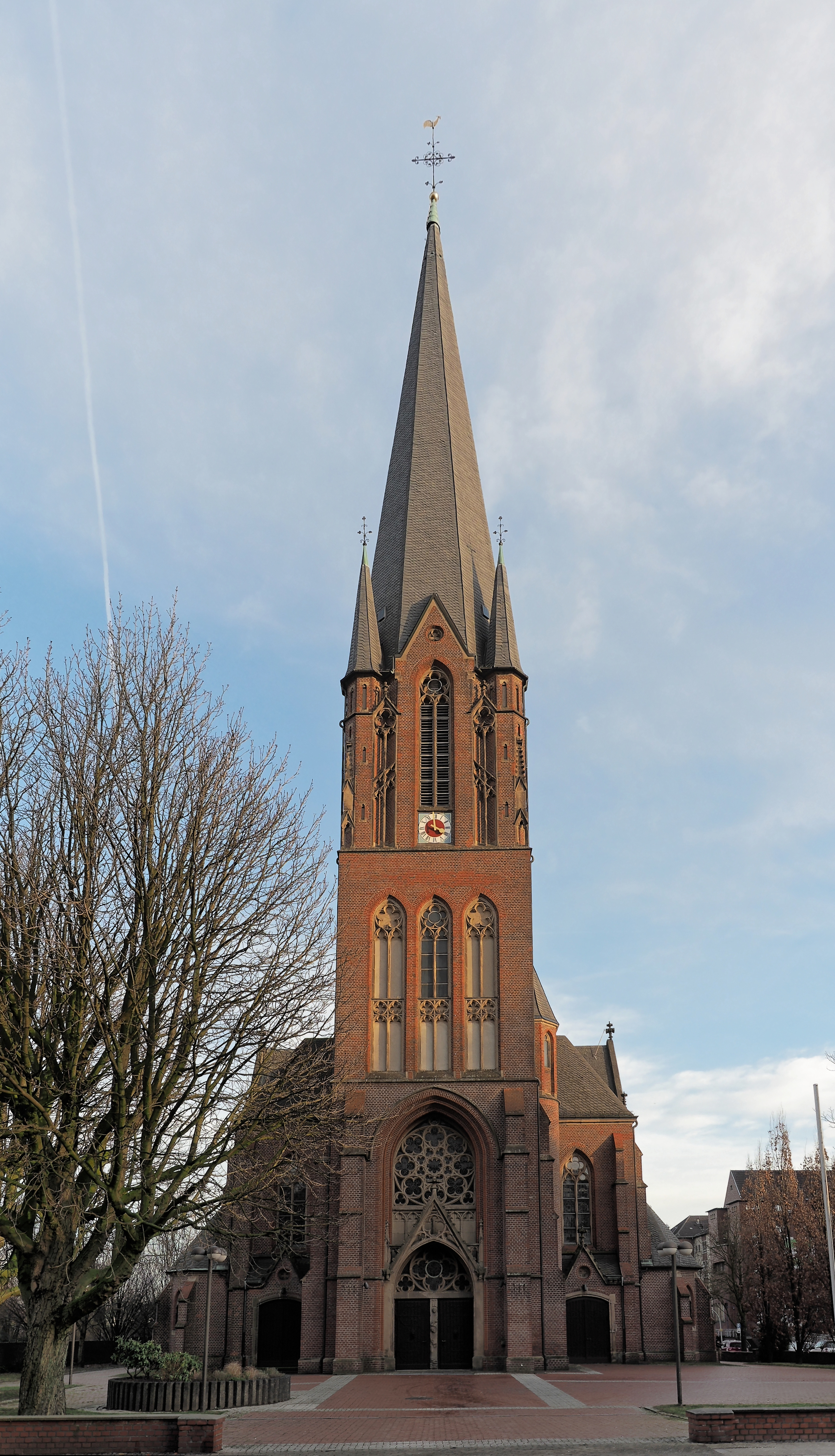
St. Peter und Paul

Die Pfarrkirche St. Peter und Paul in Herne-Börnig-Sodingen ist eine römisch-katholische Gemeindekirche der St. Dionysius-Gemeinde des Dekanates Emschertal im Erzbistum Paderborn.

## Baugeschichte

Der Turm

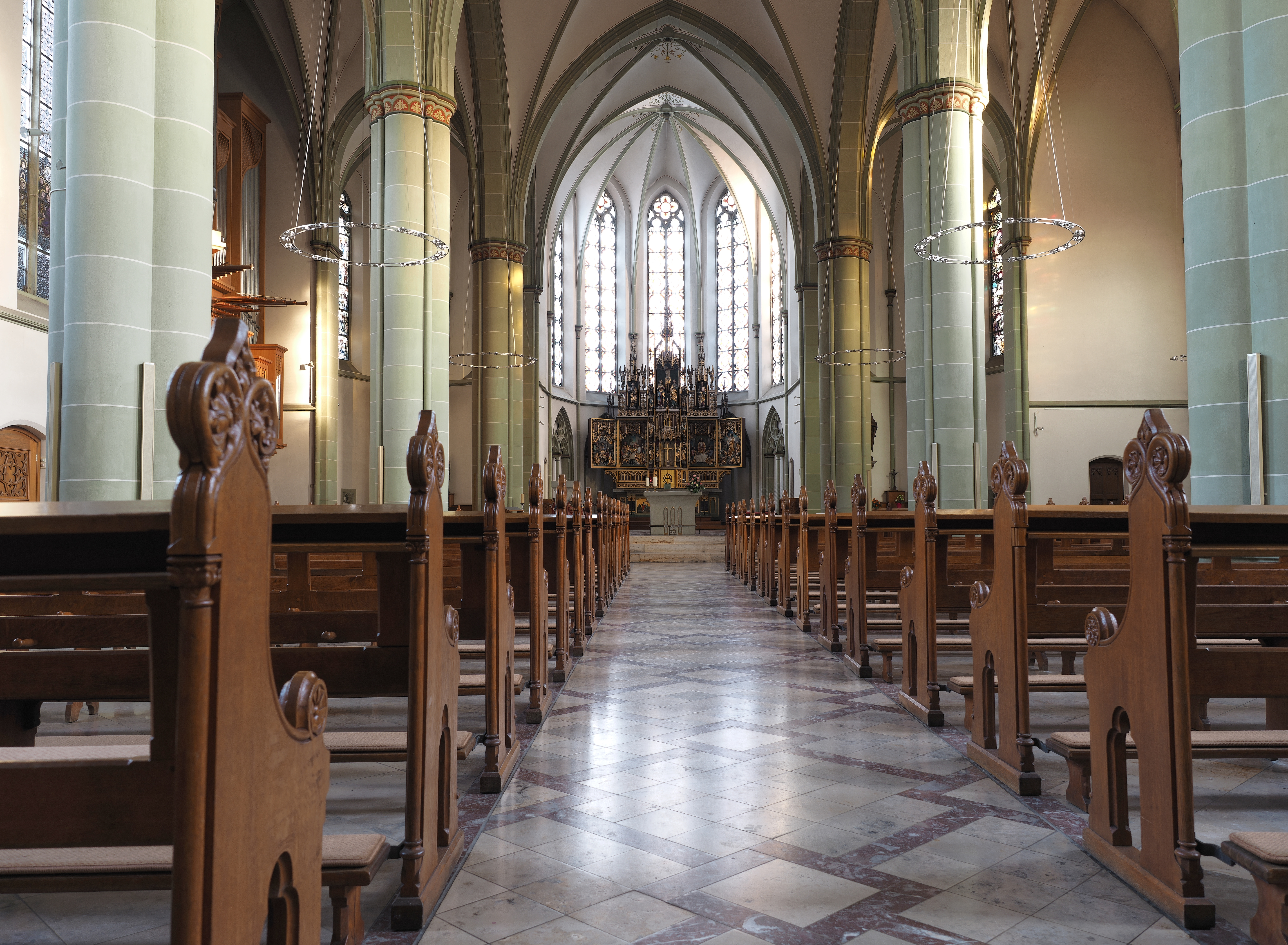
Innenraum

Kirchlich gehörten alle katholischen Bewohner der Bauerschaften Börnig, Sodingen und Gysenberg sowie Horsthausen ursprünglich zur Pfarrei St. Lambertus in Castrop. Um 1818 wird die Bevölkerungszahl mit 584 Personen angegeben, davon 546 katholische Gemeindemitglieder. Um 1885 betrug diese 2000 Gemeindemitglieder und seit dem 28. April 1892 feierte die Gemeinde ihre Gottesdienste in der an der Ecke Kirchstraße/Widumerstraße (Widum = Pfarrhaus) gebauten Notkirche St. Urbanus. Diese Notkirche diente der Mutterpfarrei beim Umbau ihrer Kirche St. Lambertus als Domizil und auch die alte Kirchenglocke aus Castrop aus dem Jahre 1643 ging auf St. Urbanus über (1906 nach Merklinde, 1943 verschollen). Nachdem auch Horsthausen mit St. Joseph selbständig geworden war, wurde am 9. April 1900 die Pfarrei Börnig-Sodingen mit Gysenberg errichtet. Es gelang dem neuen Kirchenvorstand der Gemeinde Börnig-Sodingen, ein Grundstück gegenüber der Notkirche, der Hollerte Stock genannt, anzukaufen und zuerst einen eigenen Friedhof einzurichten. Durch die Gründung des politischen Amtes Sodingen wurde der Wunsch eine eigene Pfarrkirche zu bauen größer, und die Planungen wurden vorangetrieben.
Nach den Plänen des Bochumer Architekten Hermann Wielers wurde das neugotische Gebäude durch den Sodinger Bauunternehmer Rehkopp erbaut. Der Baupreis betrug 200.500 Mark. Am 18. April 1902 erfolgte die Grundsteinlegung, am 8. Dezember 1903 die Einsegnung und am 5. Juli 1906 die Konsekration der unter das Patronat von St. Peter und St. Paul gestellten Kirche durch den Paderborner Weihbischof Augustinus Gockel.
Am Pfingstsonntag 1943 und besonders am 9. November 1943 wurde das Kirchengebäude schwer beschädigt und die Kirche für 13 Monate gesperrt. 1951/1952 wurde die bauliche Sicherheit der Kirche mit schlichter Malerei und Verglasung wiederhergestellt.
Am 15. November 1991 beschloss die Bezirksvertretung Sodingen, die Eintragung der Pfarrkirche St.-Peter-und-Paul in die Denkmalliste der Stadt Herne zu beantragen. Am 13. Februar 1992 gab die Stadt daraufhin folgenden Bescheid: „Gemäß § 3 des Gesetzes zum Schutz und zur Pflege der Baudenkmäler im Lande Nordrhein-Westfalen vom 11. März 1980 ..., ist die kath. Pfarrkirche St. Peter und Paul, in 4690 Herne 1, Gemarkung Börnig, Flur 12, Flurstück 5, als Baudenkmal mit Wirkung vom heutigen Tage in die Liste der Baudenkmäler der Stadt Herne eingetragen worden.“

## Ausstattung (Auswahl)
- Zwei Standbilder der Patrone St. Peter und Paul, entstanden um 1730
- Schreinaltar von 1912
- 1950 schuf Walter Klocke die ersten neuen Fenster,
  - 1979–1984: Erneuerung der Mittelschiff-Fenster und der Turmrossette durch Jupp Gesing
- 2003: Ambo, Altartisch, Osterleuchter und Taufbrunnen aus der Werkstatt Winkelmann aus Günne

## Glocken
Das erste Geläut, drei Bronzeglocken, wurden 1903 gespendet und 1917 als Kriegsmaterial requiriert. 1922 bestellte Pfarrer Bräckling beim Bochumer Verein fünf Gussstahlglocken. Die große Glocke (die 300 größte Deutschlands) ist 3359 kg schwer, hat den Ton a° und einen Durchmesser von 1995 mm. Das Gesamtgeläut erklingt in der Tonfolge a° – c′ – es′ – f′ – g′.

## Orgel
Die erste Orgel wurde 1810 von der Orgelbauwerkstatt Meyer in Herford hergestellt. 1903 gelangte sie in die Börniger Notkirche, nach 1904 in die neue St.-Peter-und-Paul-Kirche. Sie wurde dabei auf 17 Register erweitert. 1960 setzte man sie in die Horsthauser St. Josephs Kirche um. 1983 wurde sie für den Neubau von St. Joseph bei der Firma Sauer in Höxter restauriert und erhielt 21 Register. Seit 1987 ist sie wieder in Gebrauch. Sie ist die älteste erhaltene und zugleich wertvollste Orgel in Herne.
Im Juli 1960 wurde eine neue Orgel der Werkstatt Gebrüder Stockmann in Werl mit 52 Registern angeschafft, die im Jahr 1982 von der Empore in das nördliche Seitenschiff verbracht und dort in neuem Gehäuse aufgestellt wurde. Das Instrument hat folgende Disposition:
| I Rückpositiv C–g3 |        |
| Grobgedackt        | 8′     |
| Quintade           | 8′     |
| Praestant          | 4′     |
| Blockflöte         | 4′     |
| Oktave             | 2′     |
| Nachthorn          | 1′     |
| Terzian II         | 1 3⁄5′ |
| Scharff IV         | 1′     |
| Holzdulcian        | 16′    |
| Rohrschalmey       | 8′     |

| II Hauptwerk C–g3  |       |
| Prinzipal          | 16′   |
| Prinzipal          | 8′    |
| Holzflöte          | 8′    |
| Gemshorn           | 8′    |
| Oktave             | 4′    |
| Spitzflöte         | 4′    |
| Waldflöte          | 2′    |
| Rauschpfeife II    | 2 ⁄3′ |
| Mixtur VI          | 2′    |
| Spanische Trompete | 8′    |

| III Schwellwerk C–g3 |        |
| Stillgedackt         | 16′    |
| Holzprinzipal        | 8′     |
| Rohrflöte            | 8′     |
| Weidenpfeife         | 8′     |
| Oktave               | 4′     |
| Gemshorn             | 4′     |
| Nasard               | 2 ⁄3′  |
| Hohlflöte            | 2′     |
| Terz                 | 1 3⁄5′ |
| Mixtur V             | 1 ⁄3′  |
| Helle Zimbel III     | 1⁄2′   |
| Trompete             | 8′     |
| Clairon              | 4′     |

| IV Brustwerk C–g3 |       |
| Holzgedackt       | 8′    |
| Rohrflöte         | 4′    |
| Prinzipal         | 2′    |
| Spitzquinte       | 1 ⁄3′ |
| Oktävlein         | 1′    |
| Zimbel III        | 1⁄2′  |
| Holzregal         | 8′    |

| Pedal C–f1      |        |
| Prinzipalbaß    | 16′    |
| Subbaß          | 16′    |
| Oktave          | 8′     |
| Rohrgedackt     | 8′     |
| Choralbaß       | 4′     |
| Holzflöte       | 4′     |
| Nachthorn       | 2′     |
| Rauschpfeife V  | 5 1⁄3′ |
| Posaune         | 16′    |
| Trompete        | 8′     |
| Schalmey        | 4′     |
| Singend Cornett | 2′     |

- Koppeln: I/II, I/III, III/II, IV/II, I/P, II/P, III/P, IV/P
- Spielhilfen: 3 freie Kombinationen (Einzelabsteller, Pleno, Tutti, Crescendo), 3 freie Pedalkombinationen

## Friedhof
Neben der Kirche besitzt die Gemeinde einen eigenen Friedhof. Er wurde angelegt, damit die Katholiken der Sodinger, Börniger und Holthauser Gemeinden ihre Toten nicht mehr in Castrop beerdigen mussten. Sehenswert sind die Gräber der verstorbenen Geistlichen.

## St.-Josefs-Hospital (Marienhospital – Klinik II)
Seit dem 20. April 1913 gehörte ein Krankenhaus zum Besitz der Gemeinde. 1924/1925 wurde ein Südflügel errichtet, 1926 ein großer Erweiterungsbau entlang der Widumer Straße vom Gelsenkirchener Architekten Josef Franke erbaut. Zahlreiche An- und Umbauten schlossen sich an. Im Herbst 1978 schloss die Universitätsklinik Herne mit der Kirchengemeinde St. Peter und Paul eine Vereinbarung, die die Übernahme des in wirtschaftliche Schwierigkeiten geratenen St.-Josefs-Hospitals zum 1. April 1979 vorsah. Mit der nunmehrigen Klinik II übernahm das Marienhospital auch die im Jahre 1966 gegründete Krankenpflegeschule.

## Thomas-Morus-Haus
Das 1963/1964 erbaute Haus der Jugend wurde 2009 grundlegend renoviert und erweitert. Es dient seit der kommerziellen Verpachtung des Urbanushauses als Gemeindezentrum.

## Urbanus-Haus
1927 entstand das Vereinshaus am östlichen Ende des Friedhofs. Besonders die Kolpingfamilie Herne-Sodingen und die Pfarrbibliothek haben hier ihren Sitz. Seine Räume sind seit mehreren Jahrzehnten verpachtet und beherbergen ein Restaurant.

## Pfarrer und Geistliche
| Amtszeit                                                                              | Name                        | Lebensdaten                                                                      | Anmerkungen |
| ------------------------------------------------------------------------------------- | --------------------------- | -------------------------------------------------------------------------------- | --- |
| 1899–1901                                                                             | Pfarrer Franz Keweloh       | (* 12. Mai 1841 in Westönnen; † 1. Mai 1929)                                     | 1887–1925 Pfarrer der Muttergemeinde St. Lambertus in Castrop. 29. Juli 1892 Berufung zum Dechanten von Dortmund. 1921 Ernennung zum Geistlichen Rat. 21. Februar 1928 Erster Ehrenbürger der Stadt Castrop-Rauxel               |
| 1892–1897                                                                             | Pfarrvikar August Wolf      | (* 15. Oktober 1868, † 13. Dezember 1953 Nieheim)                                | später Pfarrer in Schwalenberg und Nieheim |
| 1897–1901                                                                             | Pfarrverwalter Anton Floren | (* 17. Januar 1871 in Ossendorf; † 30. Januar 1933 in Essentho)                  | Vikar in Oberschledorn, Beverungen und Pfarrer in Essentho |
| 1901–1908                                                                             | Pfarrer Heinrich Menne      | (* 12. Februar 1867, †)                                                          | Pfarrer in Attendorn |
| 1908–1922                                                                             | Pfarrer Johannes Bräkling   | (* 27. Mai 1868; † 27. Januar 1922 Sodingen, ± P)                                | |
| 1922–1933                                                                             | Pfarrer Philipp Reker       | (* 18. April 1874 Paderborn; † 21. Juni 1955 Lippstadt/Esbeck)                   | Am 2. April 1897 Priesterweihe in Paderborn, bis 1906 Vikar in Wattenscheid, 1906–1908 Pfarrvikar in Riesel (Brakel), 1908–1910 Vikar in Langendreer, 1910–1922 Pfarrer in Werne, 1922–1933 in Sodingen und 1933–1955 in Esbeck. |
| 1934–1964                                                                             | Pfarrer Josef Prenger       | (* 26. August 1879 in Schlückingen/Werl, † 28. Oktober 1964 Herne-Sodingen, ± P) | Am 24. März 1904 Priesterweihe in Paderborn, Vikar in Halberstadt und Großalsleben, 1907–1922 Vikar in St. Peter und Paul, 1922–1934 Pfarrer in Herne-Holthausen und von 1934 bis 1964 Pfarrer in St. Peter und Paul.            |
| 1964–1972                                                                             | Pfarrer Theodor Pott        | (* 12. Juni 1925 in Gelsenkirchen, † 18. Oktober 1972 in Herne-Sodingen, ± P)    | Priesterweihe am 6. August 1952 in Paderborn. 1961 Vikar in Herne. |
| 1. Januar 1973–14. Dezember 1985                                                      | Pfarrer Josef Pennig        | († 14. Dezember 1985, ± P)                                                       | |
| 1. Juli 1986–1. Dezember 2010                                                         | Pfarrer Heribert Zerkowski  | (* 13. Mai 1944 in Witten, † 8. Dezember 2010 in Herne, ± P)                     | Priesterweihe 1971 in Paderborn, Dechant des Dekanates Herne (1997–Juli 2006) und des Dekanates Emschertal (Juli 2006–April 2010), Geistlicher Rat ad honores 2. Dezember 2010                                                   |
| 1. Dezember 2010 – 31. Dezember 2016 und 1. Januar – 28. Februar 2017 (Kommissarisch) | Pfarrer Thomas Poggel       |                                                                                  | Pfarrer im Pastoralverbund Herne-Ost, zugleich in St. Dreifaltigkeit Herne-Holthausen |
| 1. März 2017 – 29. Februar 2024                                                       | Pfarrer Georg Birwer        | Pfarrer von St. Dionysius Herne                                                  | |
| 1. März 2024                                                                          | Pfarrer Dr. Nils Petrat     | Pfarrer von St. Dionysius Herne                                                  | |

P = Priestergruft auf den katholischen Friedhof St. Peter und Paul, Sodingen.

### Vikare (Auswahl)
| Amtszeit                      | Name                                                  | Lebensdaten                                           | spätere Dienste |
| ----------------------------- | ----------------------------------------------------- | ----------------------------------------------------- | --- |
| 1892–1897                     | Kaplan August Wolf                                    |                                                       | |
| 1897–1901                     | Kaplan Floren                                         |                                                       | |
| 1901–1909                     | Kaplan Johannes Nilles                                |                                                       | Pfarrer in Friedrichroda |
| 1909–1922                     | Kaplan Josef Prenger                                  | s. o.                                                 | 1922–1934 Pfarrer zu St. Dreifaltigkeit Herne-Holthausen |
| 1904–1914                     | Kaplan Karl Stier                                     |                                                       | Pfarrer in Bergkamen-Rünthe |
| 1914–1916                     | Kaplan Lange                                          |                                                       | |
| 1916–1927                     | Vikar Hermann-Josef Sczech                            |                                                       | Pfarrvikar in Bochum |
| 1922–1931                     | Kaplan Friedrich Schneider                            |                                                       | Pfarrer in Thüle |
| 1925–1927                     | Vikar Sasse                                           |                                                       | |
| 1927–1933                     | Vikar Anton Schwingenheuer                            |                                                       | Dompastor in Paderborn, Msgr., 1960 Gründer und langjähriger Vorsitzender der St. Liborius-Fraternität                                                      |
| 1931–1932                     | Vikar Johannes Heinz                                  |                                                       | Pfarrer in Bödexen |
| 1932                          | Vikar Stütte                                          |                                                       | |
| 1932–1937                     | Vikar Josef Brockmann                                 | * 1890–1975                                           | Pfarrer in Clarholz, Dompropst |
| 1933–1934                     | Vikar Josef Fickermann                                |                                                       | Pfarrvikar in Liesen |
| 1934–1936                     | Vikar Albert Peters                                   |                                                       | Anstaltspfarrer in Werl |
| 1936–1940                     | Paul Ostermann                                        |                                                       | Pfarrer in Wickede (Ruhr) |
| 1937                          | Christian Zimmermann                                  |                                                       | |
| 1937–1949                     | Vikar Wilhelm Garg                                    | * 1910; † 22. Juli 1998 in Minden                     | 1966–1987 Propst in Minden |
| 1940–1946                     | Vikar Josef Ludwig                                    |                                                       | 1956–1974 Pfarrer in Verl |
| 1944–1947                     | Pater Ludwig Rieland OP                               |                                                       | Dominikanerkloster St. Albert (Walberberg) |
| 1947–1949                     | Vikar Josef Heinze                                    |                                                       | Vikar in Hagen |
| 1949–1961                     | Pater Klemens Kuhlmann, Missionare vom Kostbaren Blut |                                                       | Superior in Kufstein |
| 1949–1950                     | Pater Thomas Immekus, Pallottiner                     | † 3. Januar 2005                                      | Dekanatsjugendseelsorger Olpe |
| 1951–1958                     | Vikar Paul Stork                                      |                                                       | Pfarrer in Wanne |
| 1952–1959                     | Vikar Hans Leo Drewes                                 |                                                       | Weihbischof in Paderborn |
| 1959–1961                     | Vikar Heinz-Günter Dimmerling                         |                                                       | Vikar in Castrop-Rauxel und Dortmund, 1965–1974 Pfarrvikar in Dreis-Tiefenbach, dort seit 2001 Subsidiar für das Dekanat Siegen, Pfarrer in Lippstadt.      |
| 1961–1962                     | Vikar Friedrich Dietz                                 | * 1915, † 23. Juli 2001                               | Pfarrer in Altenbögge und Bönen |
| 1960–1968                     | Vikar Herbert Spar                                    | (†)                                                   | Pfarrer in Grüne (Iserlohn) |
| 1962–1965                     | Vikar Karl-Heinz Kaiser                               |                                                       | Pfarrer i. R. in Bielefeld |
| 1963–1965                     | Vikar Winfried Froning                                |                                                       | Lehrer in Hagen |
| 1965–1967                     | Vikar Heinrich Palberg                                |                                                       | Vikar in Wiedenbrück |
| 1967–1973                     | Vikar Heribert Widdekind                              | (* 19. Januar 1934 in Dortmund; † 1. Oktober 2011)    | 1973–1977 Vikar in Hagen-Emst, 1977–1984 Pfarrvikar zu St. Pius in Herne, 1984–2008 Pfarrer in Scharfenberg, Seit 2008 Subsidiar in Brilon, Geistlicher Rat |
| 1968–26. September 1971       | Vikar Heinrich Bredenbröker                           | (* 1932, † 1. Mai 2010 in Lippstadt-Bad Waldliesborn) | Pfarrer zu St. Josef Habinghorst |
| 18. März 1973–31. August 1975 | Vikar Norbert Mania                                   |                                                       | Pfarrer in Paderborn |
| Oktober 1977–Oktober 1979     | Vikar Elmar Nübold                                    | (* 11. April 1944 in Altenhundem, Sauerland)          | Propst in Paderborn |
| 1991–1995                     | Vikar Erik Richter                                    | (* 4. März 1964 Hörde)                                | Vikar in Fröndenberg, Pfarrer in Seoul (2001–2007) und Shanghai (2001–2004). 2007–2014 Pfarrer in Herne-Eickel.                                             |